# Batman and Robin: The Chiller
Batman and Robin: The Chiller étaient des méga montagnes russes lancées navette duel du parc Six Flags Great Adventure, situé à Jackson dans le New Jersey, aux États-Unis. Actuellement, les pièces sont stockées dans un coin du parc.

## Statistiques
| Voie                  | Batman                             | Robin                           |
| --------------------- | ---------------------------------- | ------------------------------- |
| Longueur              | 346,6 m                            | 374,6 m                         |
| Hauteur               | 61 m                               | 61 m                            |
| Descente              | 42,4 m                             | 32 m                            |
| Inversions            | 1                                  | 2                               |
| Vitesse               | 104,6 km/h                         | 104,6 km/h                      |
| Durée                 | 0:32                               | 0:48                            |
| Angle Vertical Maxi   | 90 Degrés                          | 90 Degrés                       |
| Force G               | 5G                                 | 5G                              |
| Accélération maximale | de 0 à 104,6 km/h en 4 secondes    | de 0 à 104,6 km/h en 4 secondes |
| Éléments              | Top hat intérieur (180° Inversion) | Cobra Roll                      |

- Capacité : 1 360 personnes par heure
- Trains : 2 trains de 5 wagons. Les passagers sont placés par deux sur deux rangs pour un total de 20 passagers par train.
- Batman & Robin : The Chiller étaient originellement construits avec des anses de protections. En 2001, ils ont été remplacés par des lap-bars sur le côté Robin et en 2002 sur le côté Batman.
- Option : 54 moteurs linéaires à induction sur chaque côté, 47 sur chaque zone de lancement et 7 sur chaque boost
- Ouvert le 7 juin 1997 et fermé très vite à cause de problèmes. Ouvert en pleine capacité en 1998.
- Conçu et construit par Premier Rides (Montagnes russes) et par Force Engineering (Moteurs linéaires à induction).
- Thème et décoration par Six Flags Theme Parks, Inc.
- Durant la hors saison 2006-2007, les Zero-G Roll's ont été démontés et remplacés par des petites bosses.

## Galerie

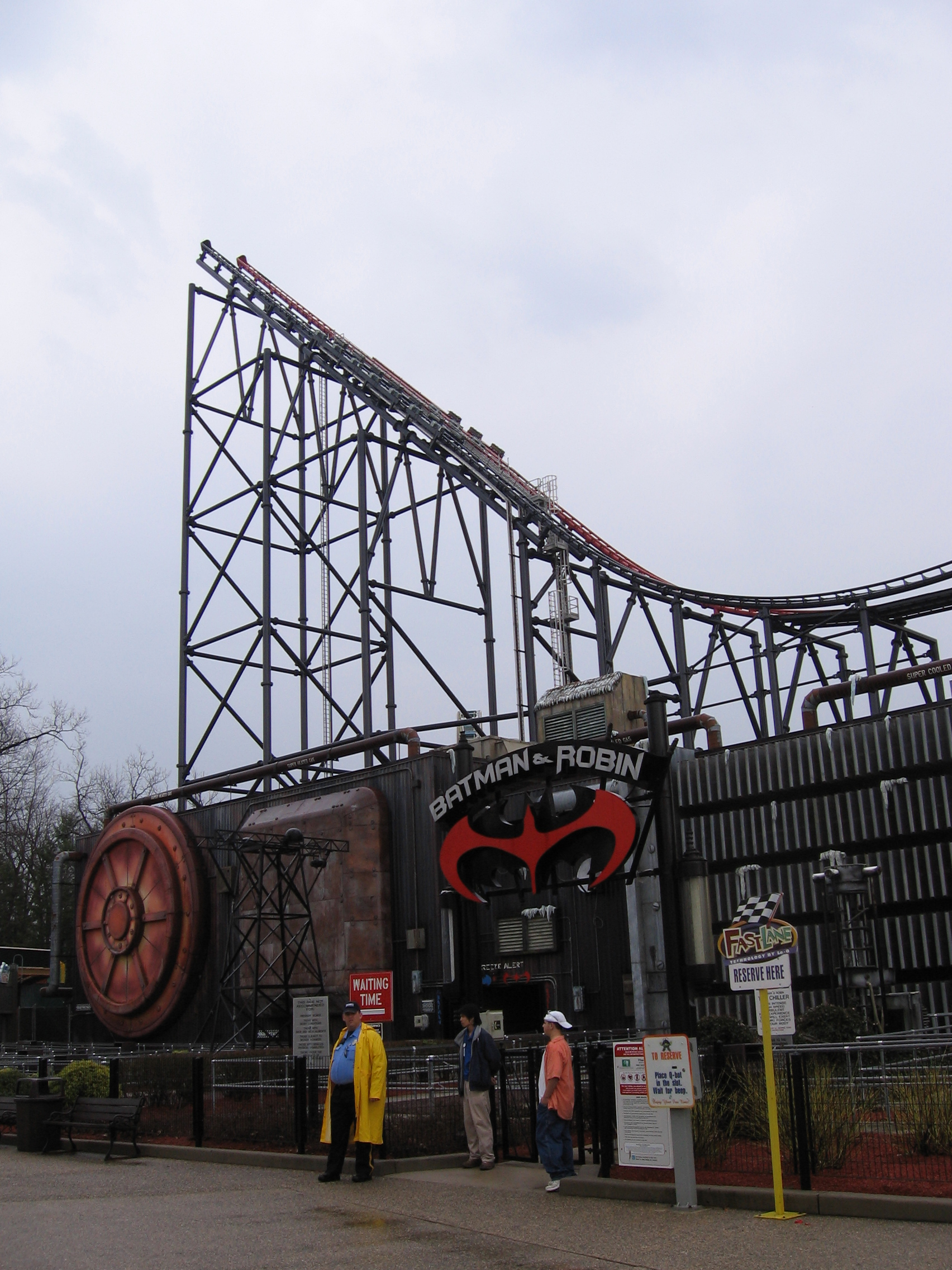
L'entrée de l'attraction
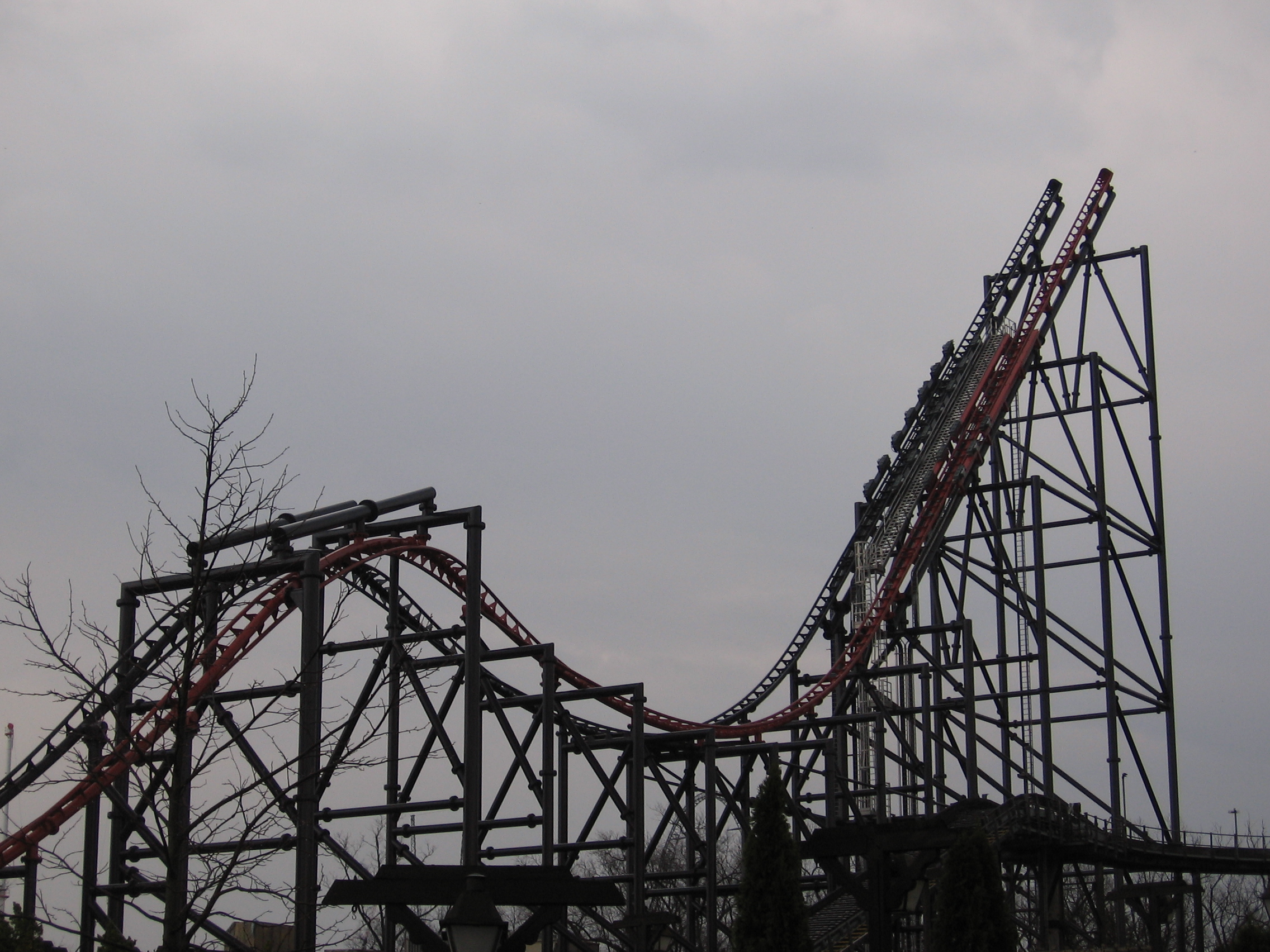